# Roderick Wilmont
Roderick Wilmont (Miramar, 28 luglio 1983) è un ex cestista e allenatore di pallacanestro statunitense, professionista nella NBDL e in Europa.